# Wonder
Wonder är en amerikansk familjefilm från 2017. Den är regisserad av Stephen Chbosky, som även skrivit manus tillsammans med Steven Conrad och Jack Thorne. Filmen är baserad på R. J. Palacios roman med samma namn från 2012.
Filmen hade biopremiär i Sverige den 23 februari 2018, utgiven av Nordisk Film.

## Rollista (i urval)
- Jacob Tremblay – August "Auggie" Pullman
- Julia Roberts – Isabel Pullman
- Owen Wilson – Nate Pullman
- Izabela Vidovic – Olivia "Via" Pullman
- Noah Jupe – Jack Will
- Mandy Patinkin – Mr. Lawrence Tushman
- Daveed Diggs – Mr. Thomas Browne
- Sônia Braga – Grans
- Danielle Rose Russell – Miranda Navas
- Nadji Jeter – Justin Hollander
- Steve Bacic – Richard Albans